# Lukas Loughran
Lukas Loughran, född 26 december 1973, är en svensk skådespelare. 

## Filmografi
- 2005- En sval madrass
- 2007 – Beck – Gamen
- 2007 – Gangster
- 2007 – Nina Frisk
- 2007 – Signaler
- 2008 – Iskariot
- 2008 – Firewall-Wallander
- 2009 – Juni
- 2009 – Mannen med kulorna
- 2013 – LFO
- 2015 – Familienbande-Inga Lindström
- 2015 – Blodsdiamanter- Johan Falk
- 2016 – Älskade östermalm
- 2016 – Finaste familjen (TV-serie)
- 2016 – The break in
- 2019 – Finaste familjen (TV-serie)